# لنرد گلدبرگ
لنرد گلدبرگ (به انگلیسی: Leonard Goldberg)؛ (زادهٔ ۲۴ ژانویهٔ ۱۹۳۴ – درگذشته ۴ دسامبر ۲۰۱۹) یک تهیه‌کننده فیلم و تهیه‌کننده تلویزیونی اهل ایالات متحده آمریکا بود.

## گزیدهٔ آثار

### سینما
- بازی‌های جنگی (۱۹۸۳)
- کمپ فضایی (۱۹۸۶)
- خوابیدن با دشمن (۱۹۹۱)
- جنتلمن برجسته (۱۹۹۲)
- مخاطره مضاعف (۱۹۹۹)
- فرشتگان چارلی (۲۰۰۰)
- فرشتگان چارلی: زدن به سیم آخر (۲۰۰۳)
- ناشناس (۲۰۱۱)
- فرشتگان چارلی (۲۰۱۹)

### تلویزیون
- نجیب‌زادگان (۲۰۲۰–۲۰۱۰)
- فرشتگان چارلی (۱۹۷۶–۱۹۸۱)